# Techirghiol-See
Der Techirghiol-See liegt in Rumänien unmittelbar am Schwarzen Meer bei Techirghiol, zwischen den Badeorten Eforie Nord und Eforie Sud.

## Beschreibung
Der Techirghiol-See ist der größte Salzsee des Landes und hat eine Fläche von etwa 11 km². Die Mikrofauna und Flora des stark salz- und mineralstoffhaltigen Seewassers ist an die Umgebung  angepasst. Sie besteht aus Bakterien, Grünalgen und Krebstieren.
Der Faulschlamm des Sees wird bei Kurbehandlungen in den benachbarten Bade- und  Kurorten Eforie Nord und Eforie Sud eingesetzt. Die Behandlungen sollen wirksam sein bei rheumatischen und endokrinen Erkrankungen.